# Showtime
Showtime é uma rede de canais de televisão por assinatura. É uma marca utilizada por um número de canais e de plataformas de todo o mundo.
No Brasil, ajudou na implantação da Rede Telecine, em parceria com a Globosat.

## História
Showtime mostra principalmente cinema, bem como alguns originais de programação e ocasionais boxe. Showtime, originalmente um serviço da Viacom, foi para o ar em 1 de Julho de 1976, primeiro mostrado num sistema local por cabo em Dublin, na Califórnia. Em 7 de Março de 1978, expandiu-se para o mercado nacional, via satélite, competindo com a HBO. Em 1979, vendeu 50% da Viacom para a TelePrompTer.
Em 1982, Westinghouse, que tinha adquirido TelePrompTer no ano anterior, vendeu a sua quota-parte de volta para a Showtime Viacom. Em 1983, a Viacom e a Warner-Amex Satellite Entertainment fundiram-se e Showtime com o Movie Channel para formar o Showtime Networks, Inc. 1984, viu a estreia do primeiro filme original da Showtime, The Game Ratings, estrelado e dirigido por Danny DeVito. Em 1985, Viacom adquiriu Warner-Amex's, incluindo a sua quota da Showtime Networks.
Em 1990, Showtime aventurou-se em adquirir filmes independentes e directamente para o canal, inicialmente como parte de seus 30-Minute Movie, série antologia de curtas-metragens. Uma das suas primeiras estreias, às 12:01, foi nomeada para um Oscar. Nos anos que se seguiram, Showtime expandiu as suas aquisições na área da tarifa de duração, incluindo o criticamente aclamado remake de Lolita, dirigido por Adrian Lyne.
No início de 2000, Showtime lançou vários canais adicionais multiplex incluindo Showtime Too (sobre o seu nome anterior, Showtime 2), Showtime Showcase (também conhecido simplesmente como "Showcase"; anteriormente Showtime 3), Beyond Showtime e Showtime Extreme. Showtime também havia lançado vários canais exclusivamente por cabo digital: Showtime Family Zone, Showtime Next, e Showtime Women.
Showtime Networks também detém os canais A Movie Channel, The Movie Channel Xtra e Flix. Além disso, ele gerencia Sundance Channel, que é uma joint venture da CBS Corporation, Robert Redford e NBC Universal. Cada canal multiplex oferece filmes e programas, tendo cada canal um tema específico. Os filmes populares são normalmente feitos para o principal canal.
Em 2000, lançou o "Showtime Interactive 24,7", canal de fornecimento DVD - como interação de oportunidades para ofertas de entretenimento.
Em 2000, Showtime começa a testar uma assinatura marketing-video-on-demand SVOD sistema. Agora há uma assinatura Showtime-video-on-demand chamado canal Showtime On Demand, que os utilizadores possam ver episódios da série original Showtime, filmes adultos e boxe. Este canal está disponível apenas para o digital por cabo nos EUA.
Showtime também se tornou numa das primeiras redes de televisão por cabo a transmitir uma versão do seu canal HDTV, juntamente com som Dolby Digital.
Em 2005, Showtime tornou-se uma rede de TV da recém renomeada CBS Corporation, após a CBS/Viacom separarem-se nesse ano.

## Canais

Logo do Showtime Too.

Showtime opera oito canais multiplex e um canal de alta definição:
- Showtime - Hit & filmes de primeira categoria e séries originais, bem como campeonatos de boxe, são transmitidos neste canal.
- Showtime Too -  Canal secundário, transmite filmes, séries originais, bem como campeonatos de boxe. Também transmite o Big Brother "spin-off show Big Brother", após Dark. Foi anteriormente conhecido como Showtime 2.
- Showtime Beyond - Uma mistura de Sci-Fi, fantasia e filmes de terror, assim como séries.
- Showtime Extreme - Com filmes de ação e aventura, suspense, gangster e artes marciais.
- Showtime Family Zone - Com programação orientada para a família, incluindo filmes e séries originais. Todas as imagens são 'G' avaliado, 'PG' nominal, ou "PG-13" avaliado, não 'R' classificaram os filmes que vão para o ar na Showtime Família Zone. Showtime Family Zone, a(c)tualmente está disponível apenas em cabo digital.
- Showtime Next - Serviço intera(c)tivo, que é orientado para adultos entre os 18-24 anos. Showtime Next transmite filmes (mais de 50 por mês), séries originais, curtas-metragens e animação. Showtime Next a(c)tualmente está disponível apenas em cabo digital.
- Showcase - Semelhante ao Showtime Too, fornecendo ainda mais espectadores com cinema. É o primeiro a executar filmes e séries originais. Foi anteriormente conhecido como Showtime 3.
- Showtime Women - Destinado às mulheres, com filmes, séries e apresentação de bastidores. Com filmes de diversos géneros, incluindo a(c)ção-aventura, drama, comédia e thrillers. Showtime Women a(c)tualmente está disponível apenas em cabo digital.

Showtime também tem pacotes para o Oriente e o Pacífico com um conjunto de serviços, permitindo que os telespectadores assistam, numa segunda oportunidade, ao mesmo filme/programa, três horas antes/depois em função da sua localização geográfica.

## Programas originais
- 30-Minute Movie Series
- American Candidate
- Barbershop: The Series (2005)
- Beggars and Choosers (1999-2000)
- Big Brother: After Dark (2007 - presente)
- Brotherhood (2006 - presente)
- Brothers (1984-1989)
- Californication (2007 - 2014)
- The Chris Isaak Show (2001 - 2004)
- Chrono Crusade
- Dead Like Me (2003 - 2004)
- Debbie Does Dallas ... Again (2007)
- Dexter (2006 - 2013)
- ELITEXC: Xtreme Combat (2007-presente)
- Episodes (2011-presente)
- Family Business (2003 - 2006)
- Fat Actress (2005)
- Free For All - Animated
- Freshman Diaries
- Going to California (2001 - 2002)
- Homeland (2011 - presente)
- Huff (2004 - 2006)
- Interscope Presents: The Next Episode
- It's Garry Shandling's Show (1986 - 1990)
- Jamie Foxx Presents: Laffapalooza
- Jeremiah (2002 - 2004)
- The Leap Years
- The L Word (2004 - 2009)
- Masters of Horror (2005 - 2007) (terceira temporada ao ar na NBC sob o título "Fear Itself")
- Meadowlands (2007)
- Nurse Jackie [2009 - presente]
- Odyssey 5 (2002)
- The Outer Limits
- Out of Order (2003)
- Penn & Teller: Bullshit! (2003 - presente)
- Penny Dreadful (2014 - 2016)
- Poltergeist: The Legacy (1996 - 1999)
- Queer as Folk (2000 - 2005)
- Queer Duck (2002 - 2004)
- Ray Donavan (2013 - presente)
- Red Shoe Diaries (1992 - 1999)
- Resurrection Blvd. (2000 - 2002)
- Rude Awakening (1998 - 2001)
- Secret Diary of a Call Girl (2008)
- Sexual Healing
- Shelley Duvall's Faerie Tale Theatre (1982 - 1987)
- Shameless (2011 - presente)
- Sherman Oaks (1995 - 1997)
- ShoBox: The New Generation (2001-presente)
- Showtime Championship Boxing (1986-presente)
- Sleeper Cell (2005 - 2006)
- Soul Food (2000 - 2004)
- Stargate SG-1 (1997 - 2002, Sessões 1-5)
- Steven Banks Home Entertainment Center (1989)
- Street Time (2002 - 2003)
- The Big C (2010-presente)
- The Tale of Sweeney Todd (1998)
- This American Life (2007 - presente)
- Total Recall: 2070 (1999)
- Tracey Ullman's State of the Union (2008)
- The Tudors (2007 - 2010)
- Underground (Damon Wayans' Underground)
- The United States of Tara (2008 - 2011)
- Washingtoon (série de animação) (1985)
- Weeds (2005 - 2012)
- "Twin Peaks" (2017 - )